# Альянс (банк, Україна)
АТ «Банк Альянс» — український банк у формі акціонерного товариства. Центральний офіс розташований у місті Києві. Має ліцензію НБУ № 97 від 17 листопада 2011 року.

## Загальна інформація
АТ «БАНК АЛЬЯНС» має 21 відділення по найбільших містах України. Банк працює на фінансовому ринку з 10 березня 1992 року вже більше 30 років, є учасником Фонду гарантування вкладів фізичних осіб, членом Незалежної асоціації банків України та офіційним членом Європейської Бізнес Асоціації (EBA).

### Статутний капітал
Зареєстрований статутний капітал АТ «БАНК АЛЬЯНС» складає — 365 млн грн.

### Свідоцтва та ліцензії
- Свідоцтво про реєстрацію ПАТ «БАНК АЛЬЯНС» (ПАТ «БАНК АЛЬЯНС») в Державному реєстрі банків № 89 від 10 березня 1992 року;
- Банківська ліцензія ПАТ «БАНК АЛЬЯНС» на право надання банківських послуг, визначених частиною третьою статті 47 Закону України «Про банки і банківську діяльність» № 97 від 17 листопада 2011 року;
- Генеральна ліцензія на здійснення валютних операцій ПАТ «БАНК АЛЬЯНС» № 97-3 від 30 грудня 2016 року.

## Історія розвитку
10 березня 1992 року Національним банком України (НБУ) було зареєстровано Комерційний акціонерний банк «Альянс-кредит Банк» (КАБ «Альянс-кредит Банк»), який був створений у вигляді акціонерного товариства відкритого типу відповідно до рішення Установчих зборів Засновників.
23 квітня 2010 року, відповідно до рішення Загальних зборів акціонерів, найменування банку змінено на Публічне акціонерне товариство «БАНК АЛЬЯНС» (ПАТ «БАНК АЛЬЯНС»).
2 вересня 1999 року відбулася реєстрація «БАНК АЛЬЯНС» у Фонді гарантування вкладів фізичних осіб.
5 липня 2017 року ПАТ «БАНК АЛЬЯНС» отримав свідоцтва НКЦПФР про реєстрацію випуску акцій на загальну суму 200 млн грн  номінальною вартістю 12,50 грн (за одну акцію) у кількості 16 млн штук.
13 лютого 2017 року Національним рейтинговим агентством «Рюрік» визначено довгостроковий кредитний рейтинг ПАТ «БАНК АЛЬЯНС» за Національною рейтинговою шкалою на рівні uaA- (прогноз «СТАБІЛЬНИЙ»).
18 грудня 2015 року НБУ погодив громадянину України Сосісу Олександру Йосиповичу опосередковане набуття істотної участі в ПАТ «БАНК АЛЬЯНС». 7 квітня 2016 року громадянин Сосіс О.Й. набув прямої істотної участі в ПАТ «БАНК АЛЬЯНС».
АТ «БАНК АЛЬЯНС» є членом міжнародної платіжної системи MasterCard WORLDWIDE та схваленим членом VISA ASSOCIATION. З 29 серпня 2018 року офіційний член Європейської Бізнес Асоціації (EBA), а від 21 грудня 2018 року — банк є офіційним Членом Міжнародної Торгової Палати (ICC).

## Статистика

### Активи банку
- 01.01.2003 — 31 300 тис. ₴ (загальні активи)
- 01.01.2004 — 30 830 тис. ₴
- 01.01.2005 — 57 907 тис. ₴
- 01.01.2006 — 54 527 тис. ₴
- 01.01.2007 — 63 394 тис. ₴
- 01.01.2008 — 73 617 тис. ₴
- 01.01.2009 — 70 866 тис. ₴
- 01.01.2010 — 71 195 тис. ₴
- 01.10.2010 — 84 651 тис. ₴
- 01.08.2019 — 2,9 млрд. ₴

### Власний капітал банку
- 01.01.2003 — 17 651 тис. ₴
- 01.01.2004 — 23 289 тис. ₴
- 01.01.2005 — 29 607 тис. ₴
- 01.01.2006 — 37 497 тис. ₴
- 01.01.2007 — 39 740 тис. ₴
- 01.01.2008 — 45 106 тис. ₴
- 01.01.2009 — 47 219 тис. ₴
- 01.01.2010 — 52 102 тис. ₴
- 01.10.2010 — 52 132 тис. ₴
- 01.08.2019 — 376 млн. ₴

### Статутний капітал банку
- 01.01.2003 — 16 239 тис. ₴
- 01.01.2004 — 21 264 тис. ₴
- 01.01.2005 — 27 185 тис. ₴
- 01.01.2006 — 33 971 тис. ₴
- 01.01.2007 — 35 421 тис. ₴
- 01.01.2008 — 39 990 тис. ₴
- 01.01.2009 — 39 990 тис. ₴
- 01.01.2010 — 44 779 тис. ₴
- 01.10.2010 — 44 779 тис. ₴
- 01.08.2019 — 260 млн. ₴

### Чистий прибуток (збиток) банку
- 01.01.2003 — 214 тис. ₴
- 01.01.2004 — 613 тис. ₴
- 01.01.2005 — 396 тис. ₴
- 01.01.2006 — 1 104 тис. ₴
- 01.01.2007 — 793 тис. ₴
- 01.01.2008 — 797 тис. ₴
- 01.01.2009 — 2 113 тис. ₴
- 01.01.2010 — 169 тис. ₴
- 01.10.2010 — 30 тис. ₴
- 01.08.2019 — 29,9 млн. ₴

## Штрафи
У листопаді 2024 року НБУ оштрафував АТ «БАНК АЛЬЯНС» на 15,051 млн грн за порушення вимог
- частини першої статті 12 Закону України «Про запобігання та протидію легалізації (відмиванню) доходів, одержаних злочинним шляхом, фінансуванню тероризму та фінансуванню розповсюдження зброї масового знищення», що полягає в неналежному виконанні банком обов’язку здійснювати посилені заходи належної перевірки щодо клієнтів, ризик ділових відносин з якими є високим;
- пункту 4 частини другої статті 8 Закону про ПВК/ФТ, що полягає в неналежному виконанні банком обов’язку щодо здійснення належної перевірки існуючого клієнта в частині проведення на постійній основі моніторингу ділових відносин та фінансових операцій клієнта, що здійснюються у процесі таких відносин, щодо відповідності таких фінансових операцій наявній у суб’єкта первинного фінансового моніторингу інформації про клієнта, його діяльність та ризик (у тому числі, в разі необхідності, про джерело коштів, пов’язаних із фінансовими операціями);
- частин першої та другої статті 7 Закону про ПВК/ФТ у частині неналежного виконання банком обов’язку застосовувати у своїй діяльності ризик-орієнтований підхід;
- пункту 15 частини другої статті 8 Закону про ПВК/ФТ та пункту 41 розділу ІV «Положення про порядок організації та здійснення нагляду у сфері фінансового моніторингу, валютного нагляду, нагляду з питань реалізації і моніторингу ефективності персональних спеціальних економічних та інших обмежувальних заходів (санкцій)», затвердженого постановою Правління Національного банку України від 30 червня 2020 року № 90*.

## Акціонери
Акціонерами АТ «БАНК АЛЬЯНС» (станом на 1 липня 2019 року) були:)
- Сосіс Олександр Йосипович — напряму володіє 89,289006 % акцій;
- Гетманцева Ольга Анатоліївна — напряму володіє 1,626843 % акцій;
- Музика Андрій Іванович — напряму володіє 0,015410 % акцій;
- Жердицький Віктор Устимович — напряму володіє 0,000601 % акцій.

## Керівництво банку[5]
- Фролова Юлія Миколаївна — Голова Правління
- Щербань Павло Павлович — Перший заступник Голови Правління
- Гірман Юрій Васильович — Голова Спостережної ради

## Членство в організаціях
- Український кредитно-банковий союз
- Незалежна асоціація банків України
- Європейська бізнес асоціація
- IFC